# 中上海輔
中上 海輔（なかがみ かいすけ、1998年6月26日 - ）は、日本の元子役。兵庫県出身。

## 出演

### テレビドラマ
- まるまるちびまる子ちゃん（2007年、フジテレビ） - 山田笑太 役
- 乙女のパンチ（2008年、NHK） - ジュンイチ 役
- トミカヒーロー レスキューフォース 第51話（2009年3月28日、テレビ東京） - 大河 役
- 水戸黄門 第40部 第10話（2009年10月12日、TBS） - 房吉 役

### 映画
- 僕の彼女はサイボーグ（2008年） - 矢野高志 役
- 蛇にピアス（2008年）
- GOTH（2008年）

### CM
- ベネッセコーポレーション「進研ゼミ中学講座」